# Муцудзава

35°21′40″ пн. ш. 140°19′9″ сх. д. / 35.36111° пн. ш. 140.31917° сх. д.
Муцудза́ва (яп. 睦沢町, むつざわまち, МФА: [mut͡suzawa mat͡ɕi̥]) — містечко в Японії, в повіті Тьосей префектури Тіба. Станом на 1 жовтня 2008 площа містечка становила 35,59 км². Станом на 1 січня 2009 населення містечка становило 7546 осіб.